# Фюлне
Фюлне (на старонорвежки: Fjölnir) е полулегендарен конунг от династията Инглинги. Името му се среща на някои места и като Фьолнир или Фьолнер. Според „Песен за Гроти“ („Grottasöngr“) той е управлявал на границата между I в. пр.н.е. и I век.
Според Сага за Инглингите Фюлне бил син на Ингве-Фрейр и съпругата му Герд. Сагата го описва като умен и миролюбив владетел, но не съобщава повече подробности за управлението му. Тъй като Сага за Инглингите е написана повече като хронологичен списък на ранните шведски конунги с данни главно как са починали и къде са погребани, тя дава следната доста подробна информация за смъртта на Фюлне: Фюлне имал приятел на име Фред-Фруде, с когото често си гостували. При едно от тези гостувания се случило голямо пиршество с многобройни гости. В едно от помещенията на къщата имало вградена огромна бъчва стегната с широки обръчи, в която се съхранявала медовината. Точно над това помещение бил разположен чардакът, където имало направена специална дупка в пода, през която изливали в бъчвата необходимата смес за разреждане на медовината. Спалнята, в която бил настанен Фюлне, се намирала точно до чардака и когато той излязъл през нощта на него да се облекчи, тъй като бил много пиян на връщане подминал вратата на стаята си, загубил равновесие, паднал в бъчвата и се удавил. А скалдът Тюдолв Сладкодумния разказва в стихове:
	„Истината е, че чу
в дома на Фруде
Фюлне таз прокоба,
че е обречен да умре.
Това безветрено море
от питие във рога
определено бе да отведе
тоз морски крал до гроба.“
Фюлне бил наследен в Гамла Упсала от сина си Свайгде.